# Ріверсайд (округ Уматілла, Орегон)
Ріверсайд (англ. Riverside) — переписна місцевість (CDP) в США, в окрузі Уматілла штату Орегон. Населення — 213 особи (2020).

## Географія
Ріверсайд розташований за координатами 45°40′36″ пн. ш. 118°44′12″ зх. д. / 45.67667° пн. ш. 118.73667° зх. д. (45.676747, -118.736792).  За даними Бюро перепису населення США в 2010 році переписна місцевість мала площу 1,57 км², уся площа — суходіл.

## Демографія
Згідно з переписом 2010 року, у переписній місцевості мешкало 199 осіб у 81 домогосподарстві у складі 57 родин. Густота населення становила 127 осіб/км².  Було 83 помешкання (53/км²).
Расовий склад населення:
| - 77,9 % — білих - 13,6 % — корінних американців - 1,5 % — азіатів - 1,0 % — осіб інших рас |

До двох чи більше рас належало 6,0 %. Частка іспаномовних становила 3,5 % від усіх жителів.
За віковим діапазоном населення розподілялося таким чином: 23,1 % — особи молодші 18 років, 59,3 % — особи у віці 18—64 років, 17,6 % — особи у віці 65 років та старші. Медіана віку мешканця становила 46,2 року. На 100 осіб жіночої статі у переписній місцевості припадало 84,3 чоловіків;  на 100 жінок у віці від 18 років та старших — 88,9 чоловіків також старших 18 років.
Середній дохід на одне домашнє господарство  становив 64 534 долари США (медіана — 68 958), а середній дохід на одну сім'ю — 75 416 доларів (медіана — 78 333). За межею бідності перебувало 4,1 % осіб, у тому числі 0,0 % дітей у віці до 18 років та 16,2 % осіб у віці 65 років та старших.
Цивільне працевлаштоване населення становило 81 осіб. Основні галузі зайнятості: освіта, охорона здоров'я та соціальна допомога — 25,9 %, роздрібна торгівля — 18,5 %, мистецтво, розваги та відпочинок — 14,8 %.